# Сапунов, Юрий Павлович
Юрий Павлович Сапуно́в (род. 1 августа 1952, село Усыскино, Инсарский район, Мордовская АССР) — деятель российских спецслужб. Начальник Управления по борьбе с международным терроризмом ФСБ России (c 2004 по 2007 гг.), генерал-майор (2004), Почётный сотрудник госбезопасности (2003).

## Биография
Родился в селе Усыскино Инсарского района Мордовской АССР в семье крестьянина. Окончил среднюю школу и СПТУ №8 в городе Ардатове.
После службы в армии отучился в школе водолазов и два года работал на Ардатовской водно-спасательной станции.
С июля 1975 года в КГБ СССР. В 1982 году окончил Высшую школу КГБ СССР им. Ф.Э. Дзержинского (ныне Академия ФСБ России).
Участвовал в войне в Афганистане.
Во время чеченской войны служил в оперативно-координационном управлении ФСБ по Северному Кавказу, которое прославилось жесткими силовыми акциями против боевиков. Участвовал в отражении нападений боевиков на Дагестан (1999) и Абхазию (2001). Дослужился до заместителя начальника управления.
С июня 2003 по сентябрь 2004 года, возглавлял Управление ФСБ России по Астраханской области. С сентября 2004 по декабрь 2007 года — новообразованное Управление по борьбе с международным терроризмом Федеральной службы безопасности Российской Федерации.
В период службы окончил Российскую академию государственной службы (РАГС при Президенте РФ).
С декабря 2007 года в отставке.
Занимает посты: Заместителя Генерального директора компании «ИФК «Метрополь», Президента Федерации лапты России, Вице-Президента Благотворительного Фонда поддержки военно-морского флота «КРЕЙСЕР «ВАРЯГ», Вице-Президента Фонда содействия сохранению озера Байкал.
Участник подводных экспедиций на озере Байкал на глубоководных аппаратах «МИР» (2008—2010 гг.).
Женат, двое детей.

## Награды и почётные звания

### Государственные награды
- Два ордена Мужества;
- Орден Красной Звезды;
- Медаль «За отвагу» (СССР);
- Медаль «За отвагу» (Россия);
- Медаль Суворова;
- Медаль Жукова.

#### Юбилейные медали
- Юбилейная медаль «50 лет Победы в Великой Отечественной войне 1941—1945 гг.»;
- Юбилейная медаль «300 лет Российскому флоту»;
- Медаль «В память 850-летия Москвы»;
- Юбилейная медаль «60 лет Вооружённых Сил СССР»;
- Юбилейная медаль «70 лет Вооружённых Сил СССР».

### Ведомственные награды
- Знак «Почётный сотрудник госбезопасности» (2003 год, ФСБ);
- Медаль «За укрепление боевого содружества» (Минобороны России);
- Медаль «За боевое содружество» (МВД);
- Медаль «За заслуги в борьбе с терроризмом» (ФСБ);
- Медаль «За отличие в специальных операциях» (ФСБ);
- Медаль «За участие в контртеррористической операции» (ФСБ);
- Медаль «За взаимодействие» (СВР);
- Медаль «Ветеран службы» (СВР);
- Медаль «За отличие в военной службе» (ФСБ) I и II степеней;
- Медаль «За безупречную службу» II и III степеней;
- Медаль «200 лет Министерству обороны»;
- Медаль «200 лет МВД России»;
- Медаль «Доблесть и отвага» (Следственный комитет РФ).

### Общественные награды
- Орден «За заслуги в ветеранском движении» (Российский союз ветеранов);
- Медаль «За ратную доблесть» (ВООВ «Боевое Братство»);
- Медаль «Участнику контртеррористической операции на Кавказе»;
- Медаль «80 лет ВЧК-КГБ» (ППС народных депутатов СССР);
- множество других общественных наград.

### Награды других государств
- Орден Мужества «Афырхаҵаразы аорден» (30 сентября 2016 года, Абхазия) — за мужество и отвагу, проявленные при защите Республики Абхазия[4];
- Медаль «За освобождение Кодора» (Минобороны Абхазии);
- Медаль «Воину-интернационалисту от благодарного афганского народа» (Афганистан).

### Почётные звания
- Почётный гражданин города Астрахани (2004);
- Почётный гражданин города Ардатов Республики Мордовия.

### Видео
- Генерал-майор ФСБ Юрий Сапунов - о внедрении террористов: В Европе проспали этот процесс
- «ИГИЛовцы не лохи» — Генерал-майор ФСБ Юрий Сапунов о том, как вербуют «спящую резидентуру»